# Geolycosa lindneri
Geolycosa lindneri este o specie de păianjeni din genul Geolycosa, familia Lycosidae. A fost descrisă pentru prima dată de Karsch, 1879. Conform Catalogue of Life specia Geolycosa lindneri nu are subspecii cunoscute.